# Mashpee
Mashpee è un comune degli Stati Uniti d'America facente parte della contea di Barnstable nello stato del Massachusetts. Si trova sulla penisola di Capo Cod.